# Жабник (список таксонов)

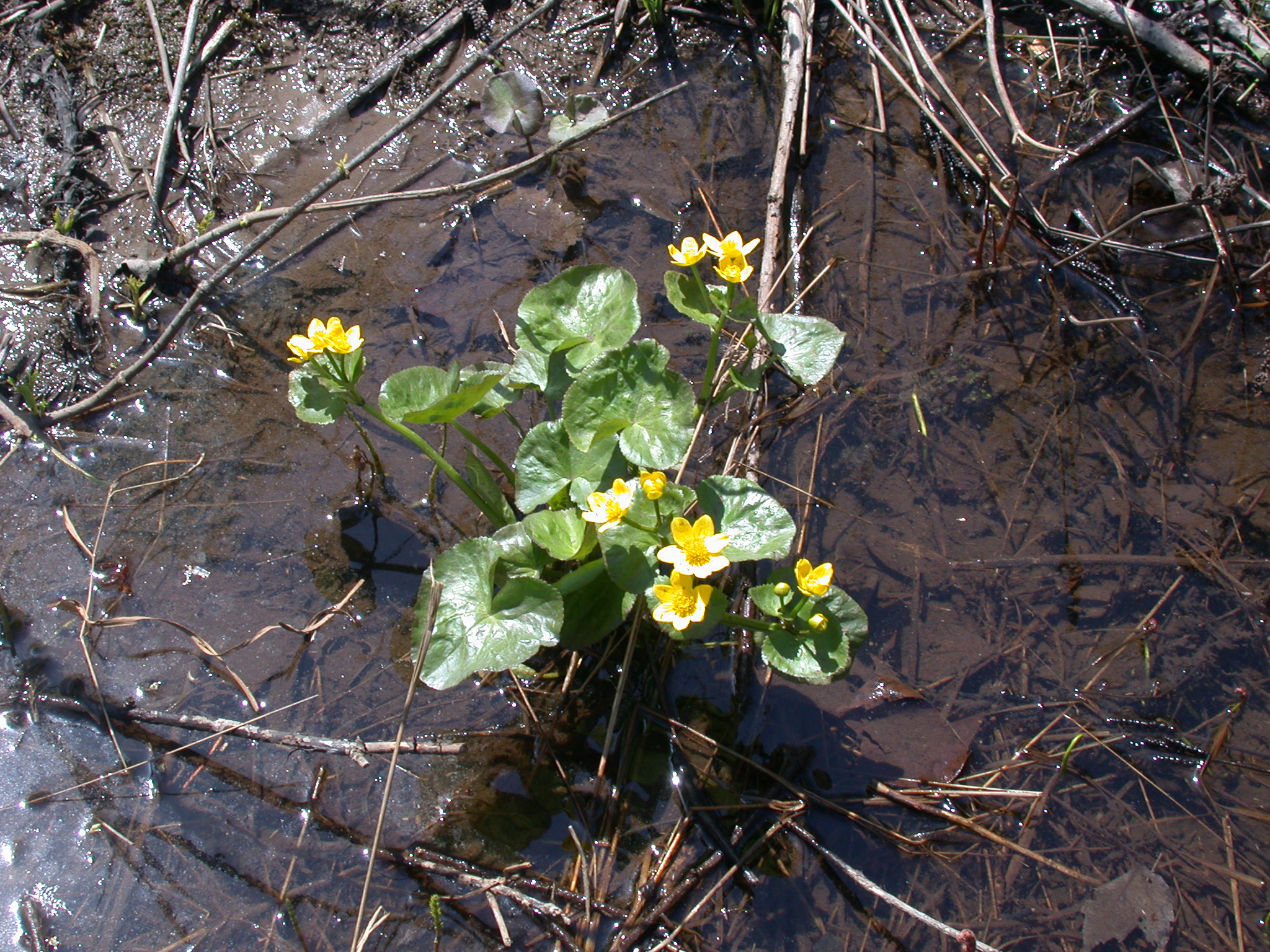
Калужница болотная (жабник)

Жа́бник, жа́бники (от рус. жаба, бесхвостое земноводное) — нечто, имеющее отношение к жабам, похожее на жабу или предназначенное для лечения грудной жабы. Под таким названием, чаще всего народным, обиходным или научным известен целый ряд растений, далеко не всегда связанных в обыденном сознании с жабами. Впрочем, во многих случаях речь всё-таки идёт о растениях болотных, прибрежных или предпочитающих переувлажнённые места.

## Основные таксоны жабников
- Жабник (лат. Filago)[2]:225 — обиходное народное, а также научное название рода однолетних травянистых растений, относящегося к семейству Сложноцветные (Астровые) и включающего в себя более полусотни видов.
- Жабник зелёный, жабрий или пятипалочник[3] (лат. Filago arvensis)[4] — одно из общепринятых обиходных названий жабника полевого, однолетнего травянистого растения из семейства Астровые (лат. Asteraceae); в народной медицине использовался для лечения грудной жабы.[5]
- Жабник,[6] грыжник или анютины слёзки (лат. Antennaria dioica)[7] — одно из региональных названий кошачьей лапки двудомной,[8] многолетнего травянистого растения из семейства Астровые, предпочитающего песчаные почвы и растущего в сосновых лесах, среди вереска, а также на сухих лугах и полянах.
- Жабник зелёный,[3] городовуха или коровья трава (лат. Camelina sativa)[9] — одно из региональных диалектных названий рыжика посевного, одно- или двулетнего травянистого растения из семейства Капустные (лат. Brassicaceae), широко распространённого сорного растения.
- Жабник[3] (также жабник женский), трифоль или бобровник[10] (лат. Menyanthes trifoliata)[11] — одно из народных названий Вахты трёхлистной,[12] многолетнего травянистого растения, растущего по болотам, вдоль низких берегов и по топким окраинам зарастающих озёр и стариц.
- Жабник (мужской), гусиная лапка[13] или нечуй ветер (лат. Potentilla argentea)[14] — одно из народных названий лапчатки серебристой, многолетнего травянистого растения из семейства Розовые (лат. Rosaceae), растущего на сухих или умеренно влажных песчаных почвах, вдоль дорог, железнодорожных линий, гравийных карьеров и по краям скал, на суходольных и лесных лугах.

- Жабник даурский (лат. Potentilla reptans) — одно из региональных названий лапчатки ползучей (лат. Potentilla reptans), многолетнего травянистого растения, растущего по заливным лугам, береговым склонам и полянам, а также по обочинам дорог и канавам.
- Жабник гладкий даурский (лат. Potentilla glabra) — одно из местных диалектных названий лапчатки даурской (лат. Dasiphora davurica), многолетнего травянистого растения, близкородственного к предыдущему.

- Жабник кустовой (лат. Potentilla fruticosa)[18] — одно из региональных названий курильского чая кустарникового (лат. Dasiphora fruticosa), низкорослого кустарника, известного как садовое и лекарственное растение.
- Жабник (лат. Stachys sylvatica)[19] — одно из региональных названий чистеца лесного, многолетнего травянистого растения из семейства Яснотковые (лат. Lamiaceae), растущего в тенистых лесах, среди кустарников и на высокотравных лугах.
- Жабник, чечи́на или сильный цвет (лат. Ranunculus acris)[3] — одно из распространённых народных названий лютика едкого, широко распространённого полевого цветка, многолетнего травянистого растения из семейства Лютиковые (лат. Ranunculaceae), предпочитающего хорошо увлажнённые суглинистые почвы.

- Жабник или курячья слепота (лат. Ranunculus arvensis) — одно из обиходных названий лютика полевого, широко распространённого сорного цветка, однолетнего травянистого растения из семейства Лютиковые, растущего на песчано-глинистых берегах речек, сухих склонах и лёссовых предгорьях.
- Жабник или козелец (лат. Ranunculus cassubicus) — одно из распространённых разговорных названий лютика кашубского, многолетнего травянистого растения из семейства Лютиковые, встречающегося по светлым лиственным лесам и на опушках.
- Жабник или прыщинец (лат. Ranunculus flammula) — одно из народных названий лютика жгучего, многолетнего травянистого растения, встречающегося на сырых или заболоченных почвах или в низинах, в непосредственной близости от водоёмов.
- Жабник или луговая заря (лат. Ranunculus repens) — одно из общепринятых обиходных названий лютика ползучего, многолетнего травянистого растения, встречающегося на влажных, затенённых, наносных почвах: по берегам рек и озёр, на влажных лугах, в кустарниковых зарослях и на лесных болотах.
- Жабник, иногда жабник вредный или ветреница (лат. Ranunculus sceleratus) — одно из распространённых народных названий лютика ядовитого, одно- или двулетнего травянистого растения из семейства Лютиковые, обычно растущего по илистым местам, канавам и берегам водоёмов.
- Жабник (лат. Ranunculus bulbosus) — одно из региональных народных названий лютика клубненосного, многолетнего травянистого растения, встречающегося по краям полей, на сухих склонах, приморских дюнах, суходольных и приморских лугах.

- Жабник (лат. Ficaria ranunculoides)[23] — одно из русских общеупотребительных названий чистяка (или лютика) весеннего,[1] многолетнего травянистого растения из семейства Лютиковые, обычно растущего в сырых и низменных местах.
- Жабник, лягушник или куричья слепота (лат. Caltha palustris)[24] — одно из распространённых народных названий калужницы болотной, многолетнего травянистого растения из семейства Лютиковые, растущего по сырым канавам, в медленно текущей или стоячей воде, вдоль речек и ручьёв, в озёрах, на болотах и заболоченных участках в лесах и лугах.
- Жабник, водяной шильник или буквица горькая (лат. Alisma Plantago)[25] — одно из региональных названий частухи обыкновенной, многолетнего травянистого растения из семейства Частуховые (лат. Alismataceae), растущего в различных местах с повышенной влажностью: по берегам водоёмов и на мелководьях, на болотистых лугах и в канавах.

## Галерея жабников

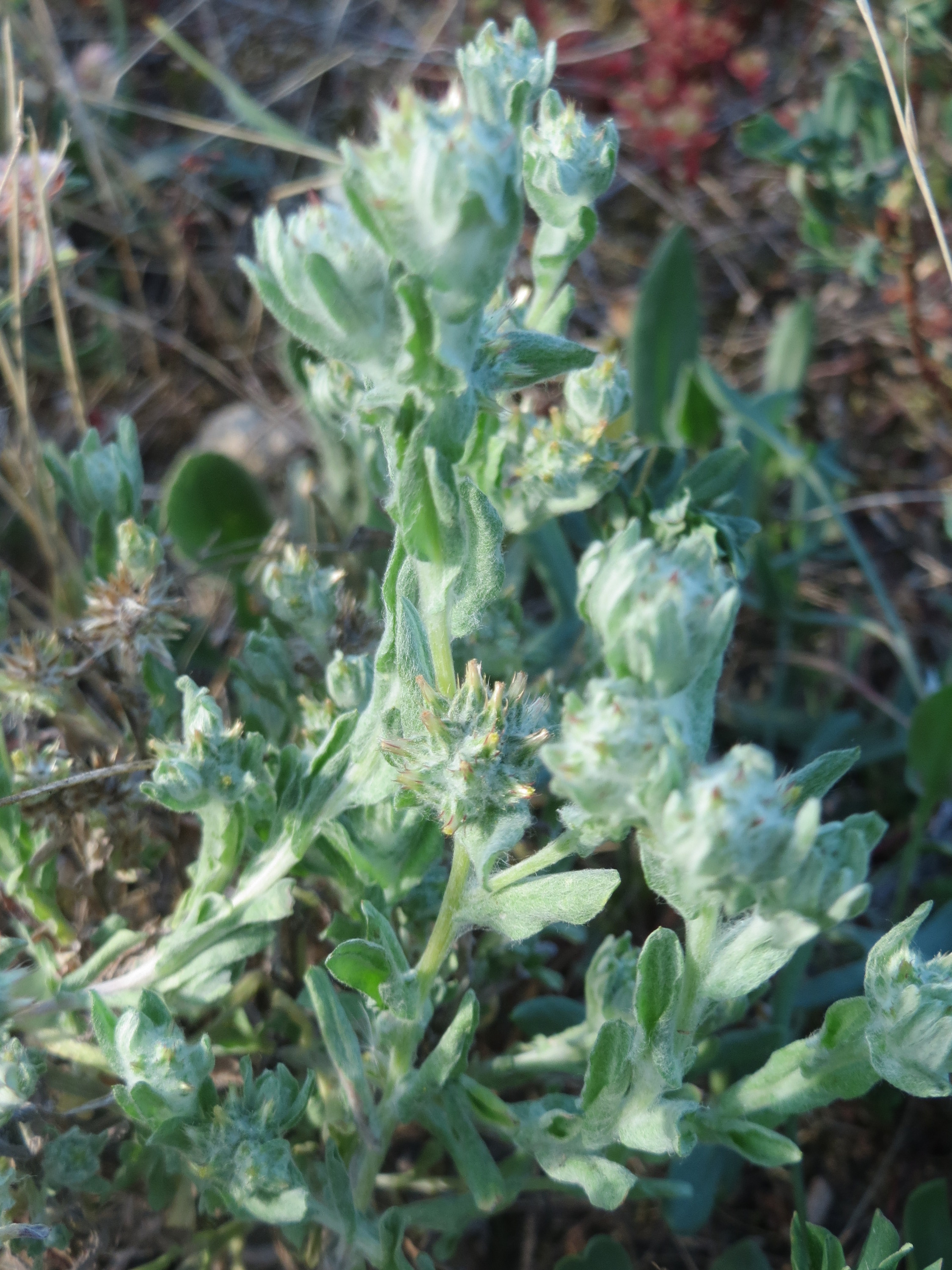
Жабник полевой (Filago arvensis)
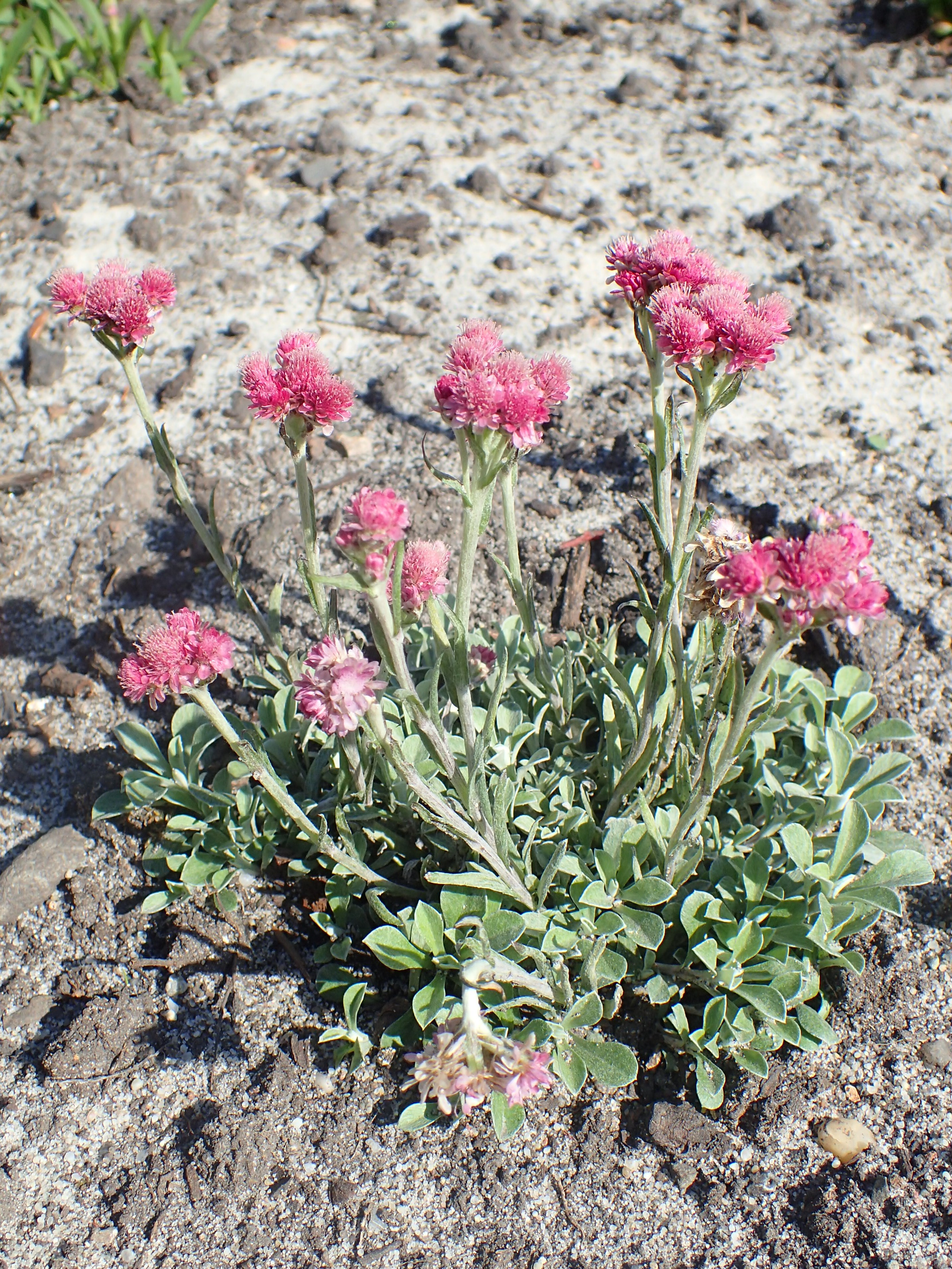
Кошачья лапка двудомная (Antennaria dioica)
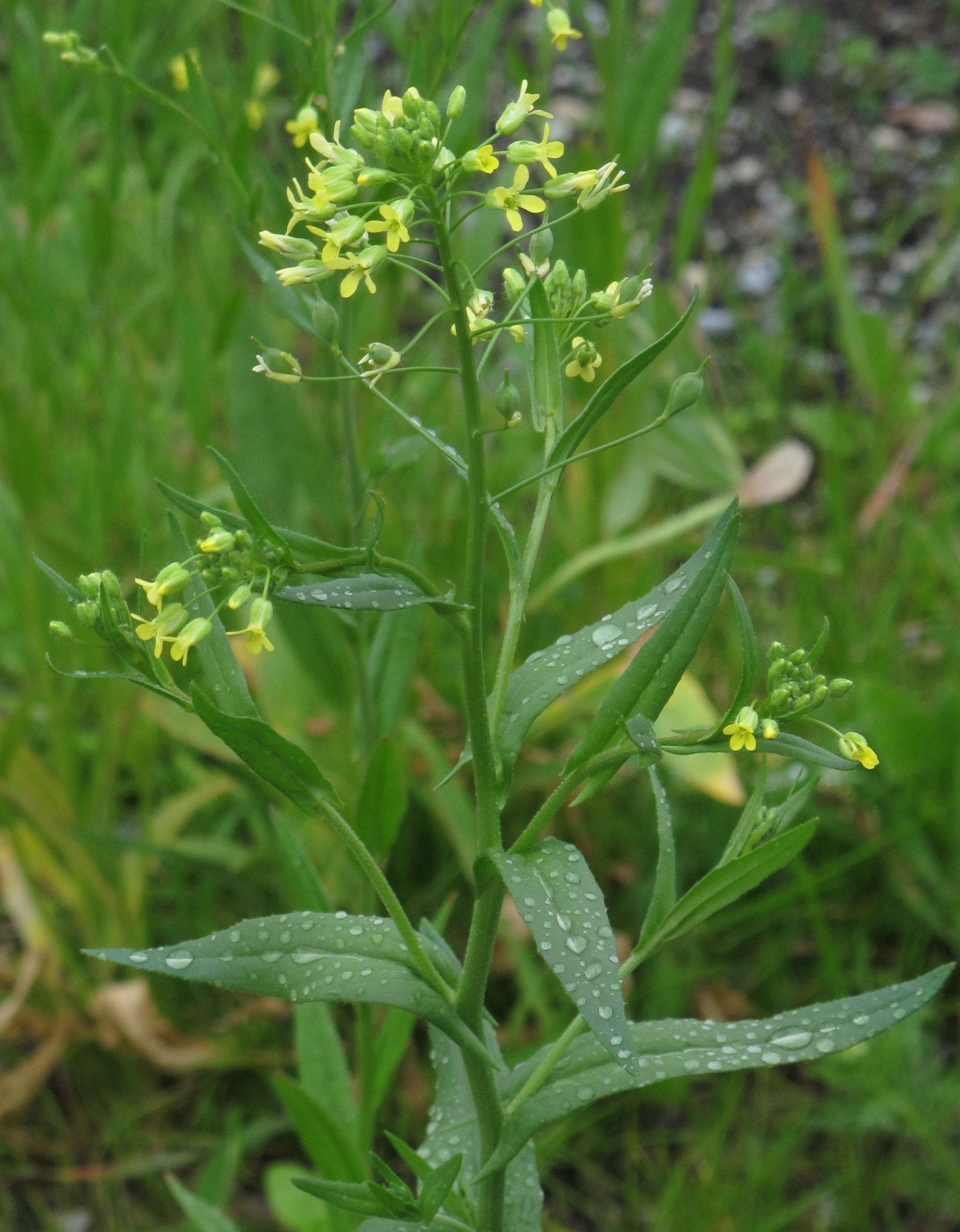
Рыжик посевной (Camelina sativa)
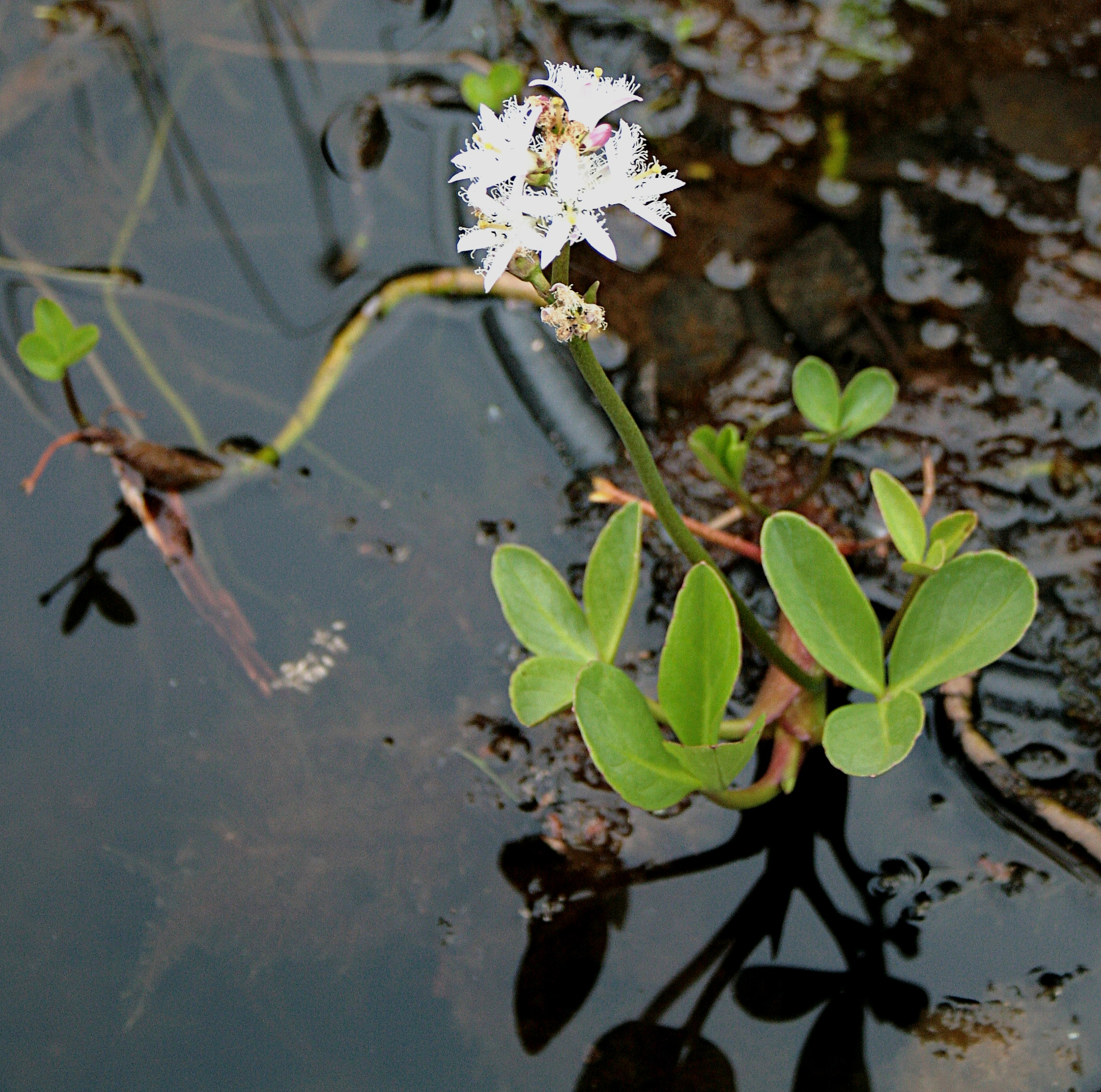
Вахта трёхлистная (Menyanthes trifoliata)
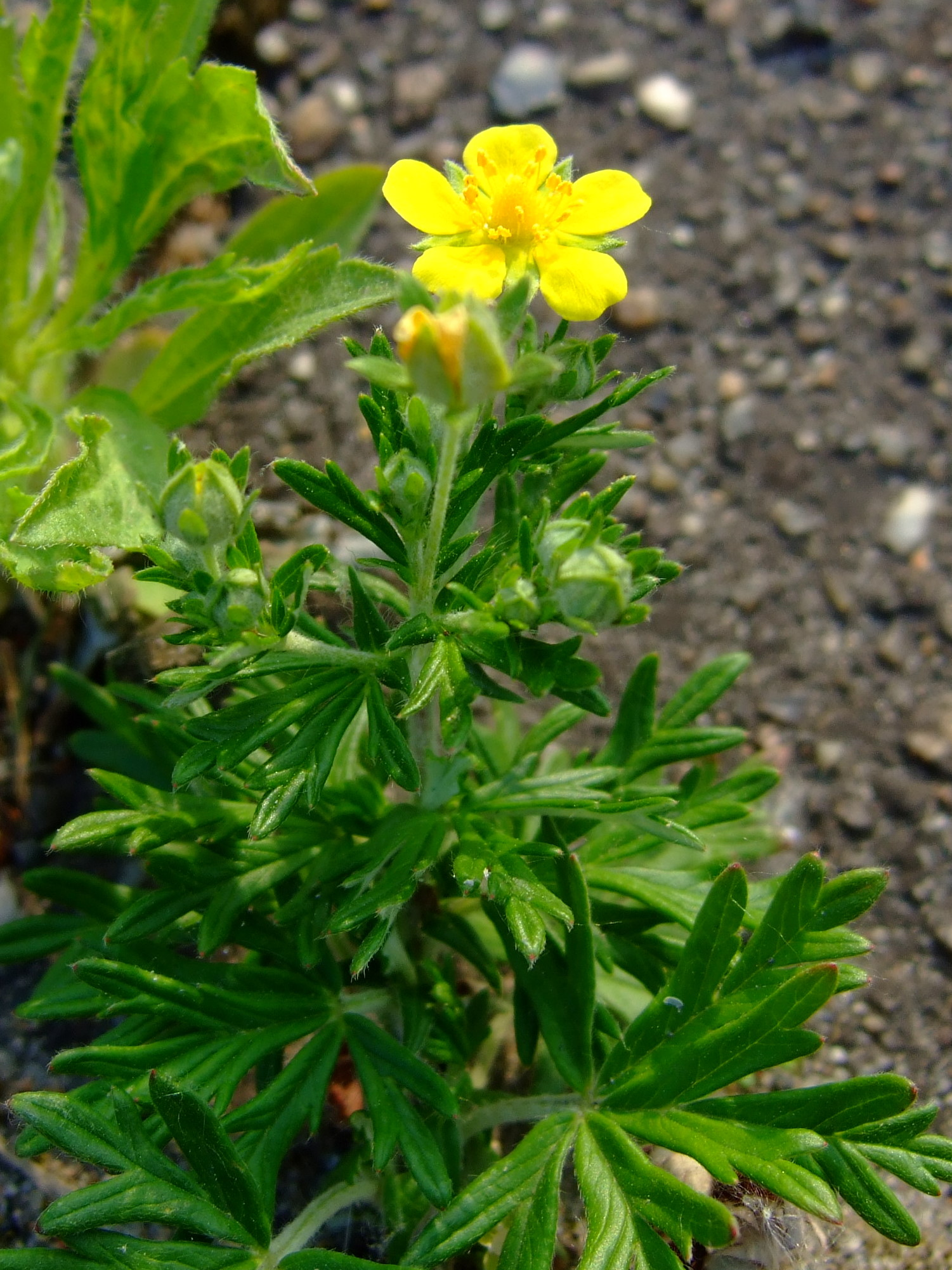
Лапчатка серебристая (Potentilla argentea)
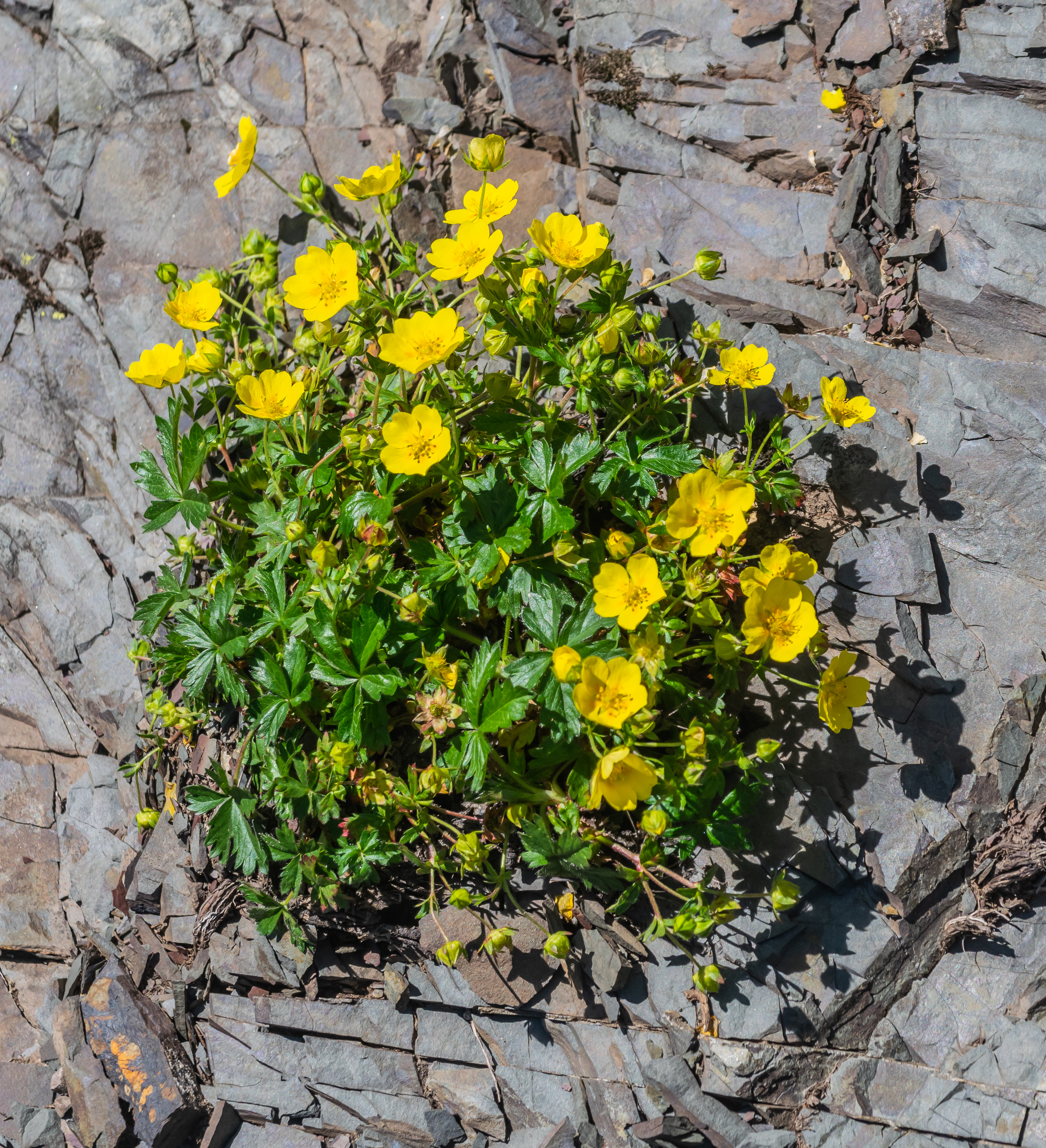
Лапчатка ползучая (Potentilla reptans)
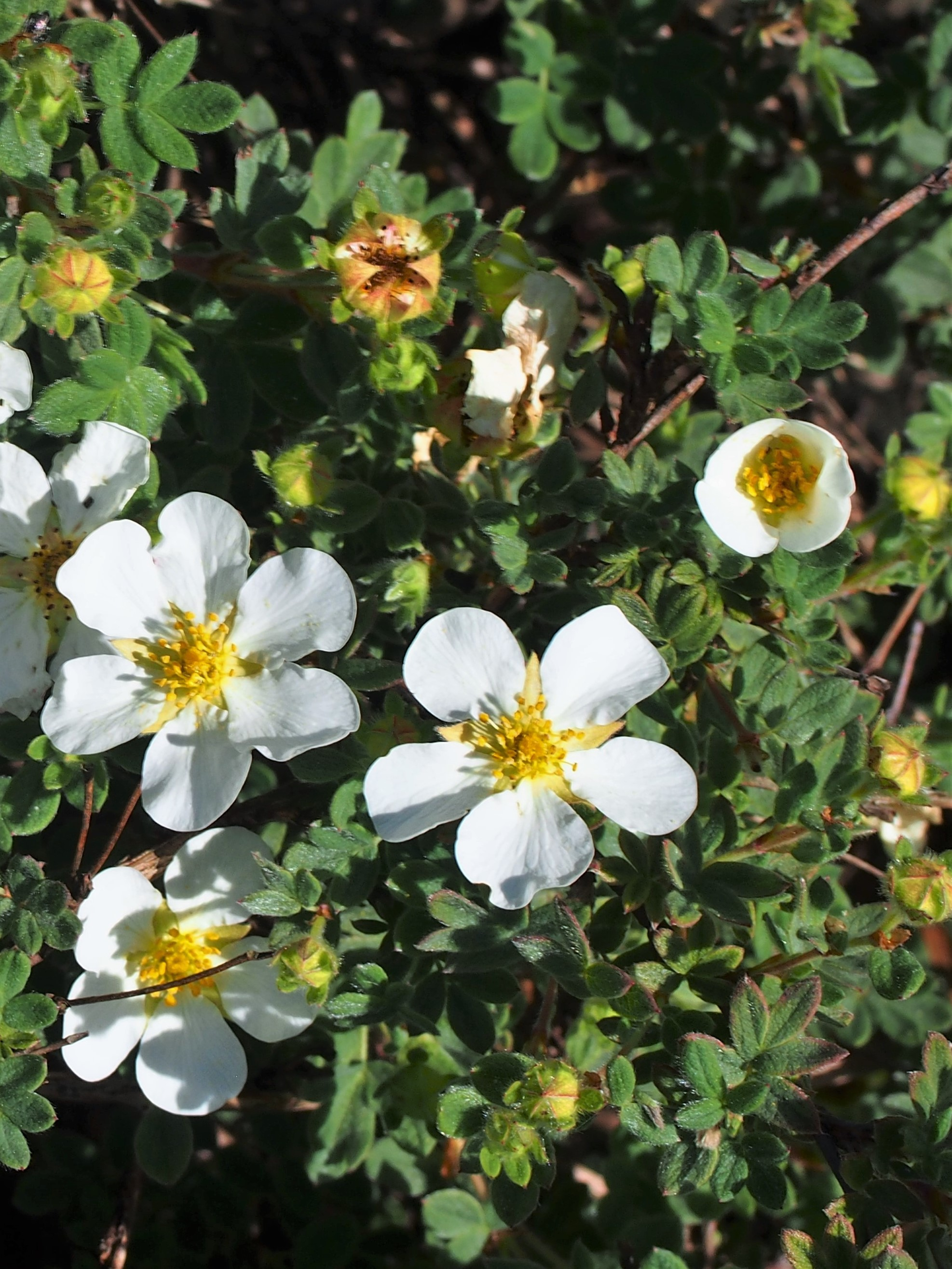
Лапчатка даурская (Dasiphora davurica)
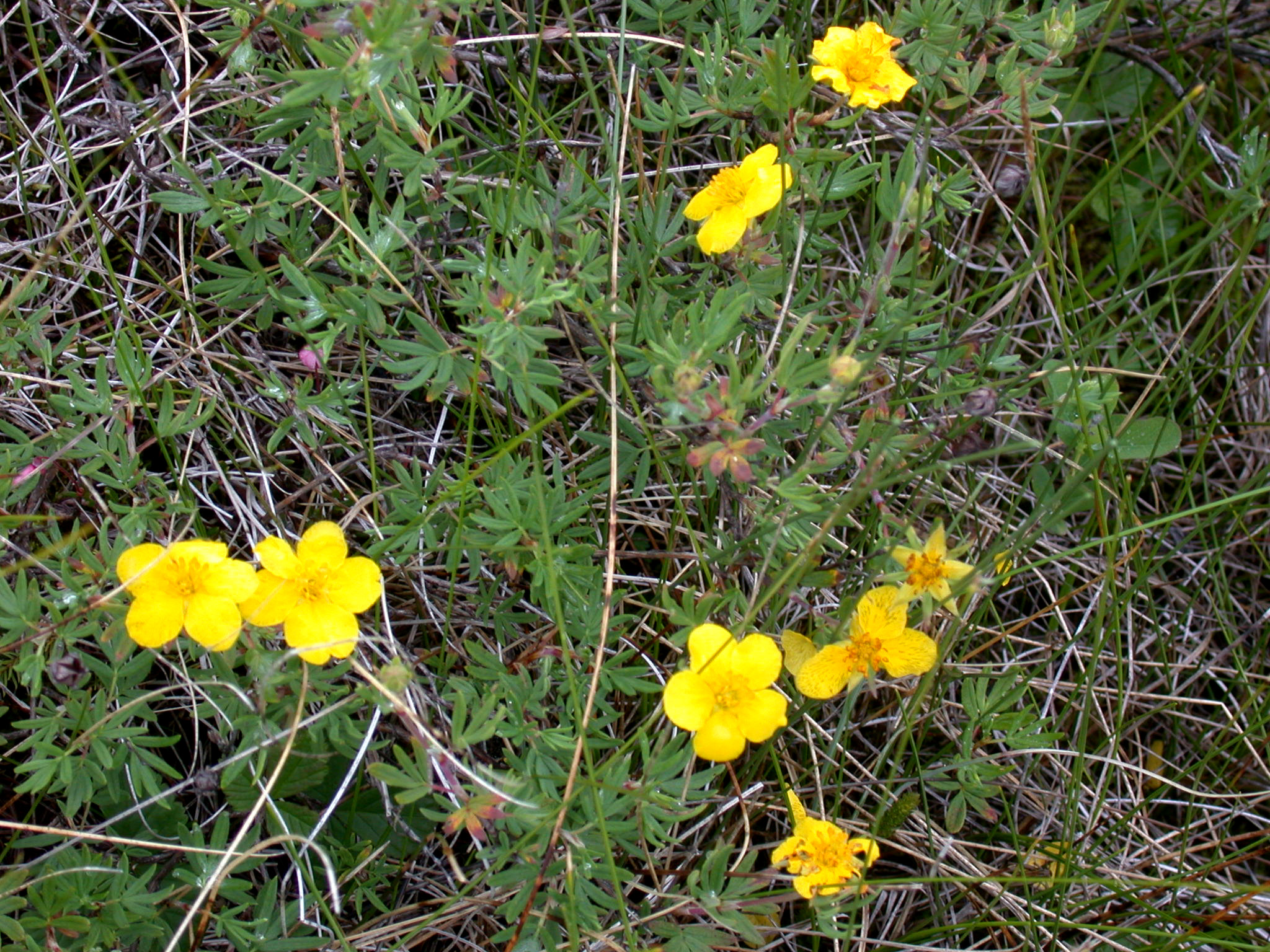
Курильский чай кустарниковый (Dasiphora fruticosa)
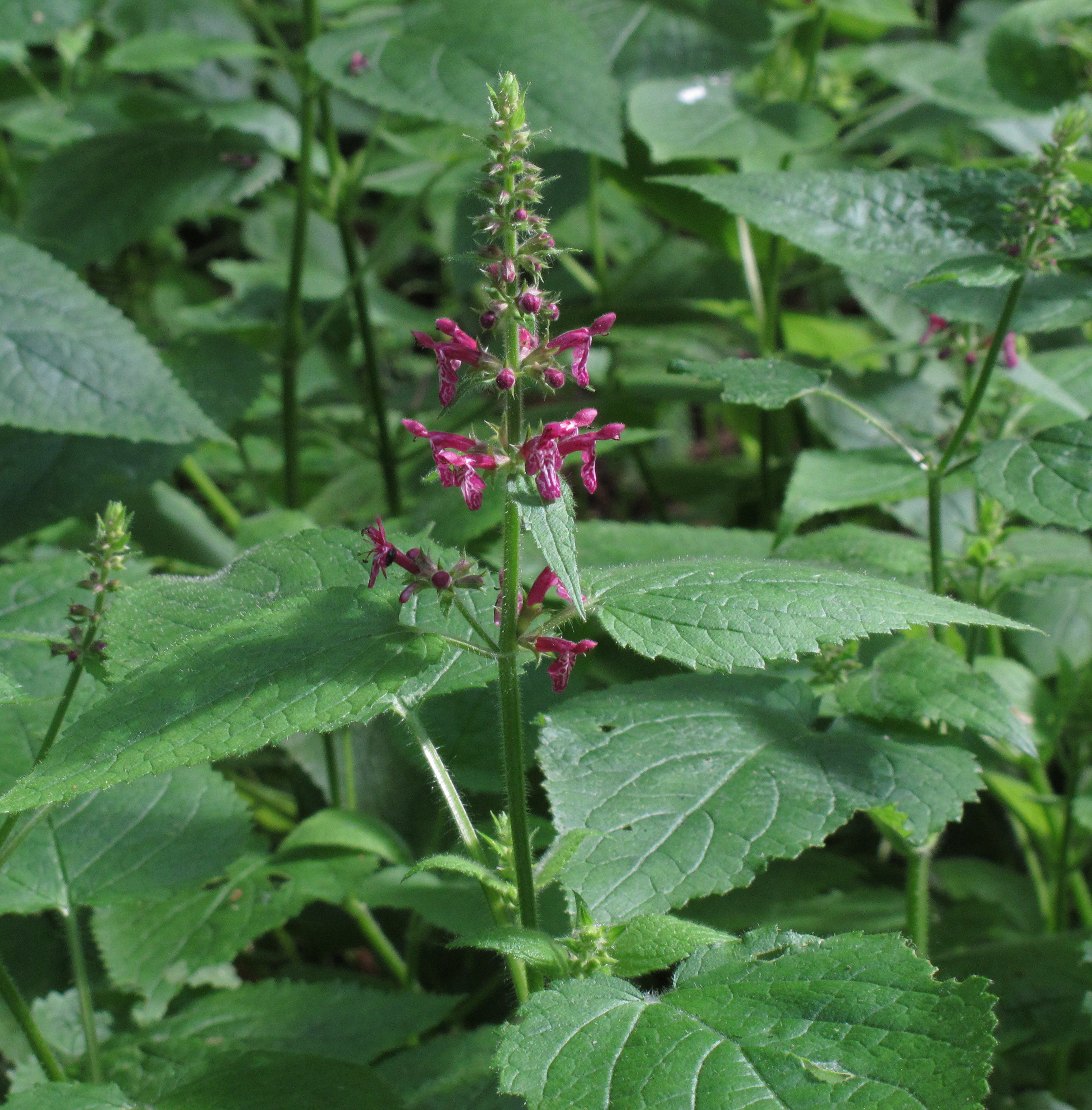
Чистец лесной (Stachys sylvatica)
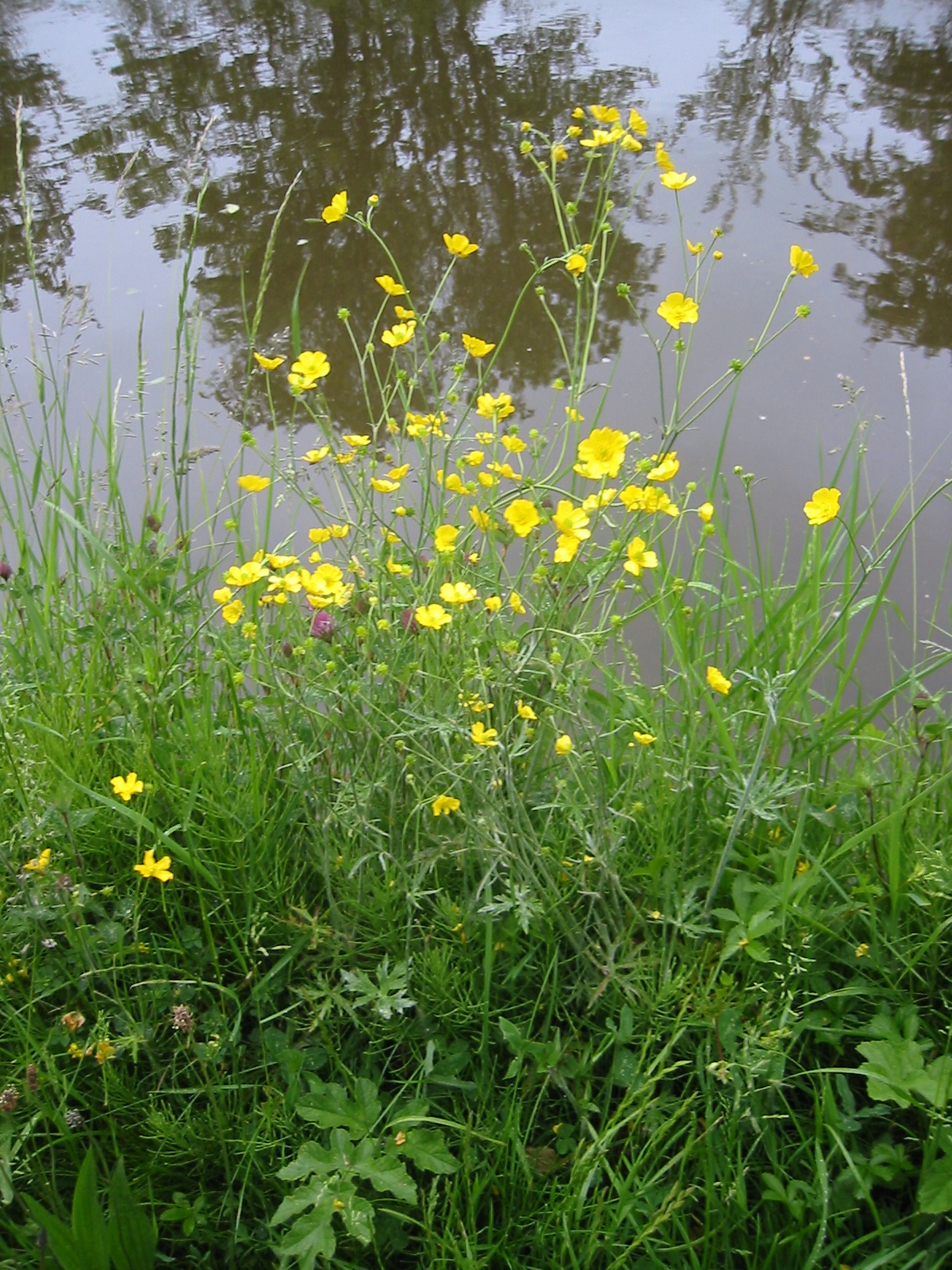
Лютик едкий (Ranunculus acris)
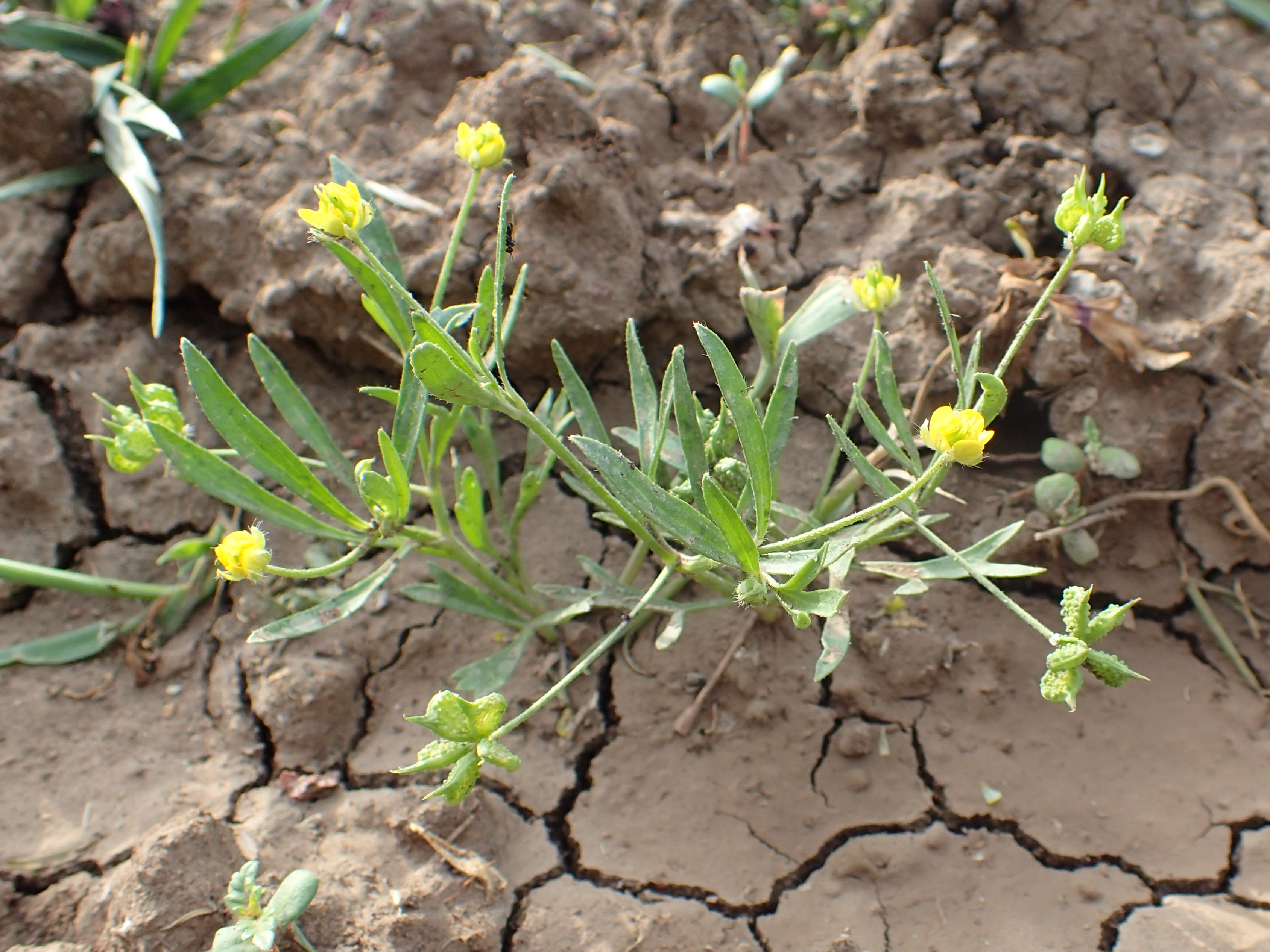
Лютик полевой (Ranunculus arvensis)
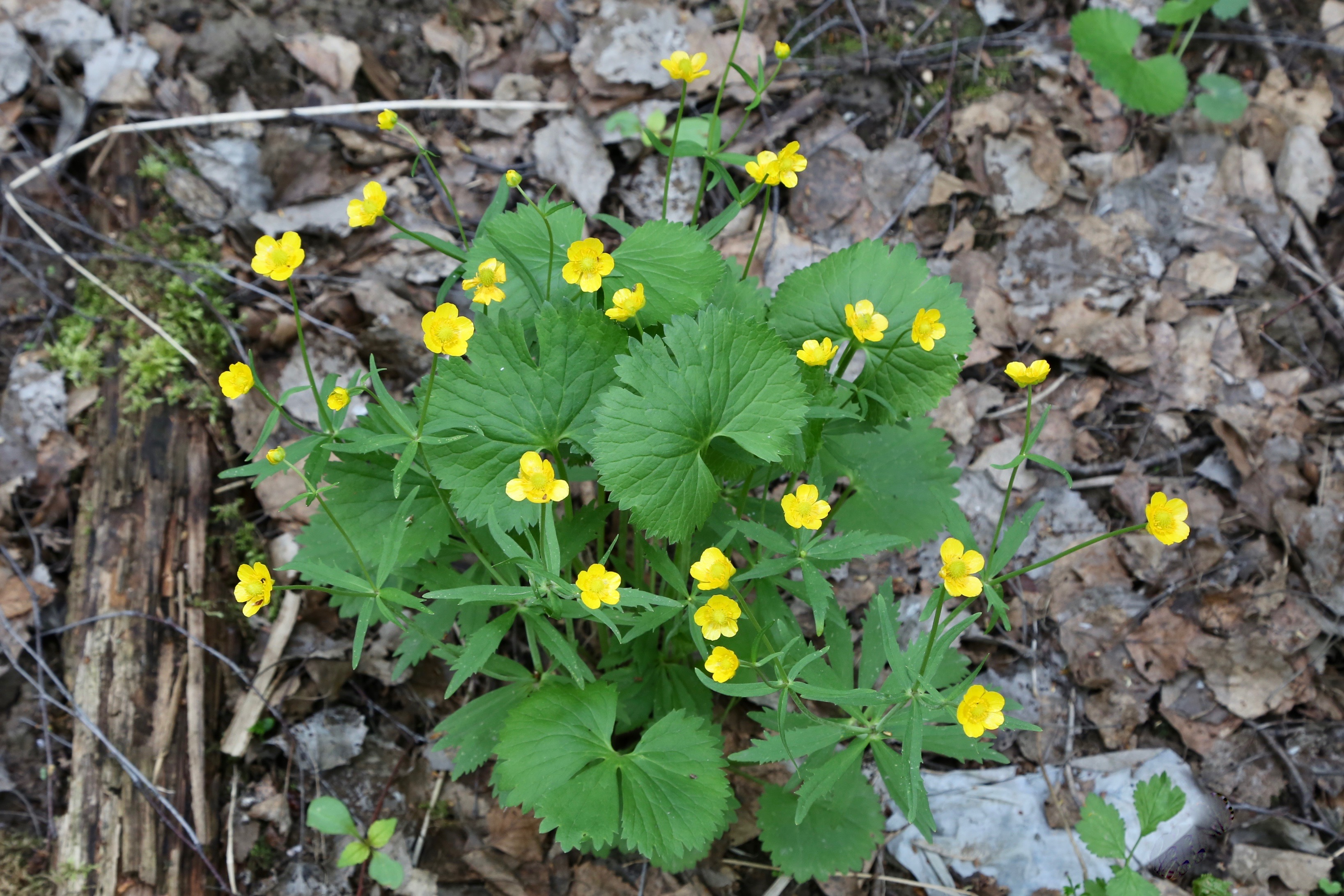
Лютик кашубский (Ranunculus cassubicus)
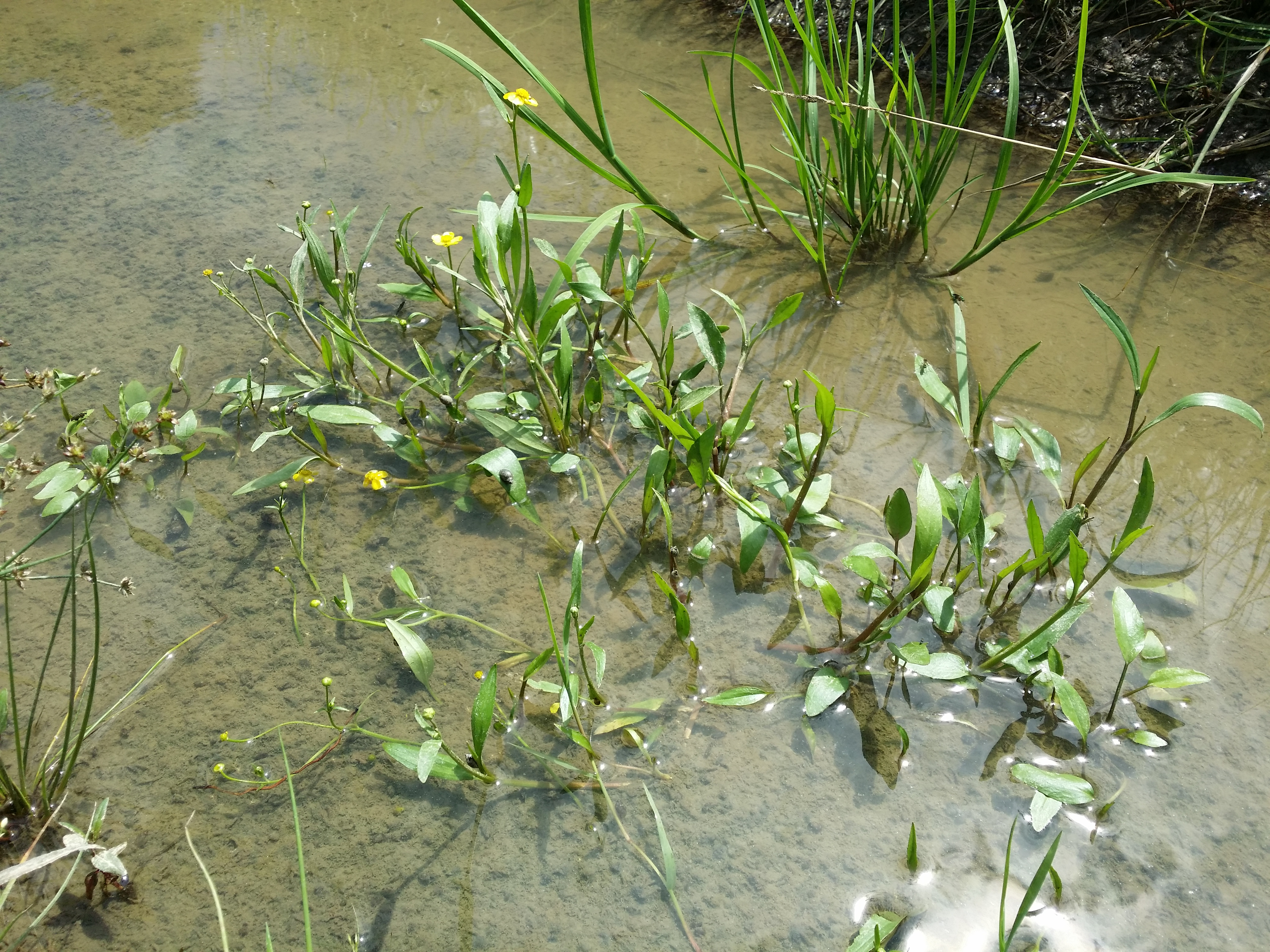
Лютик жгучий (Ranunculus flammula)
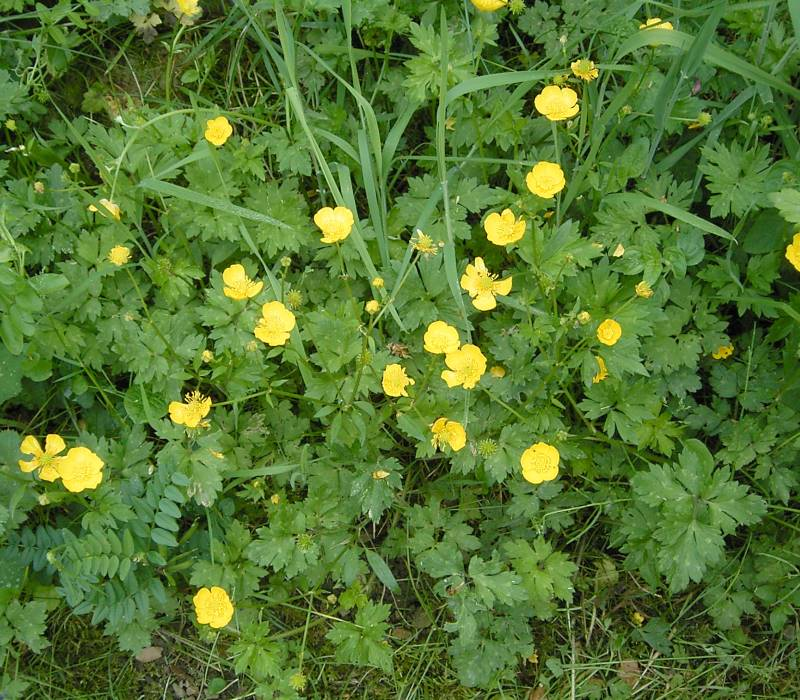
Лютик ползучий (Ranunculus repens)
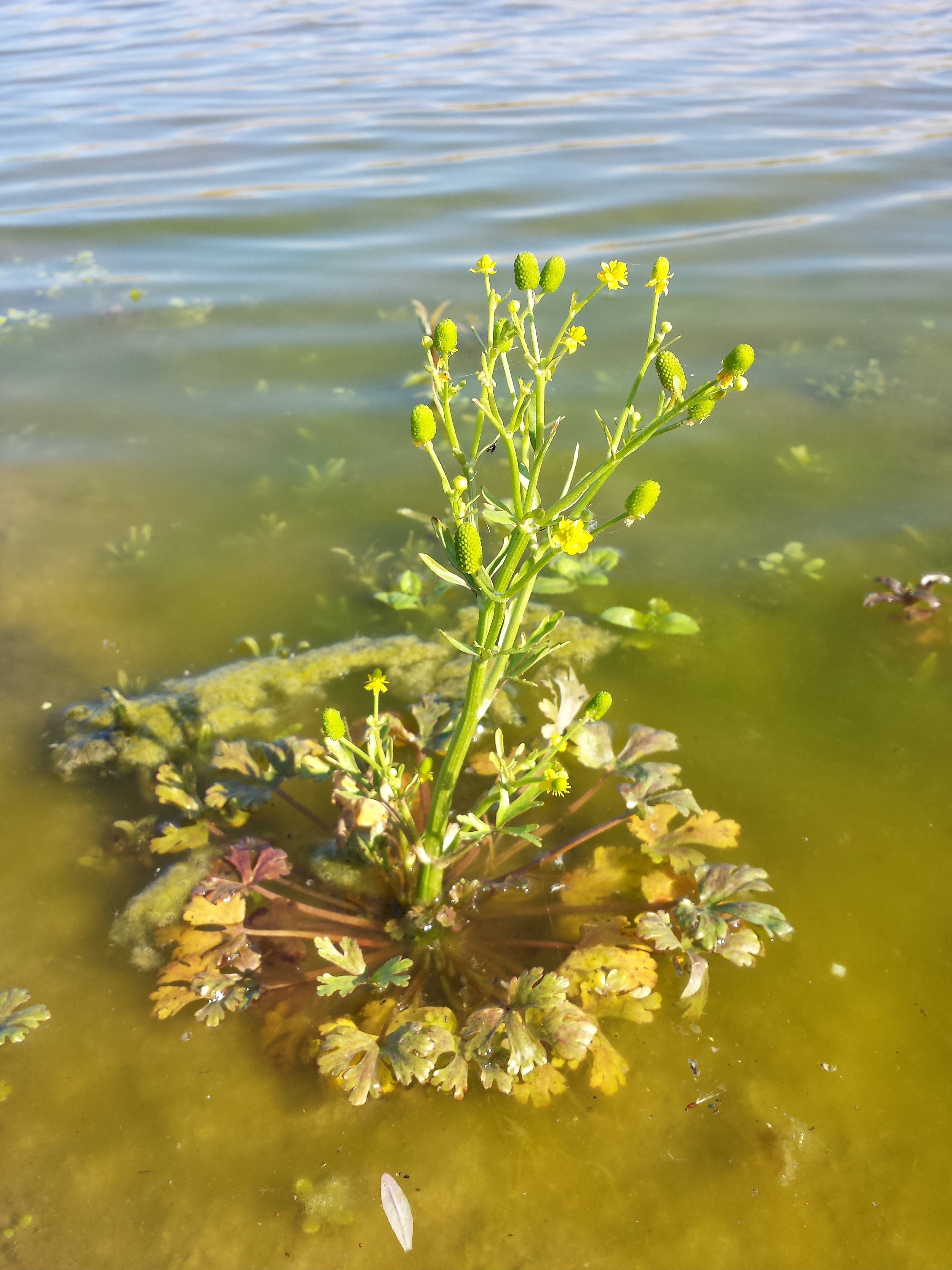
Лютик ядовитый (Ranunculus sceleratus)
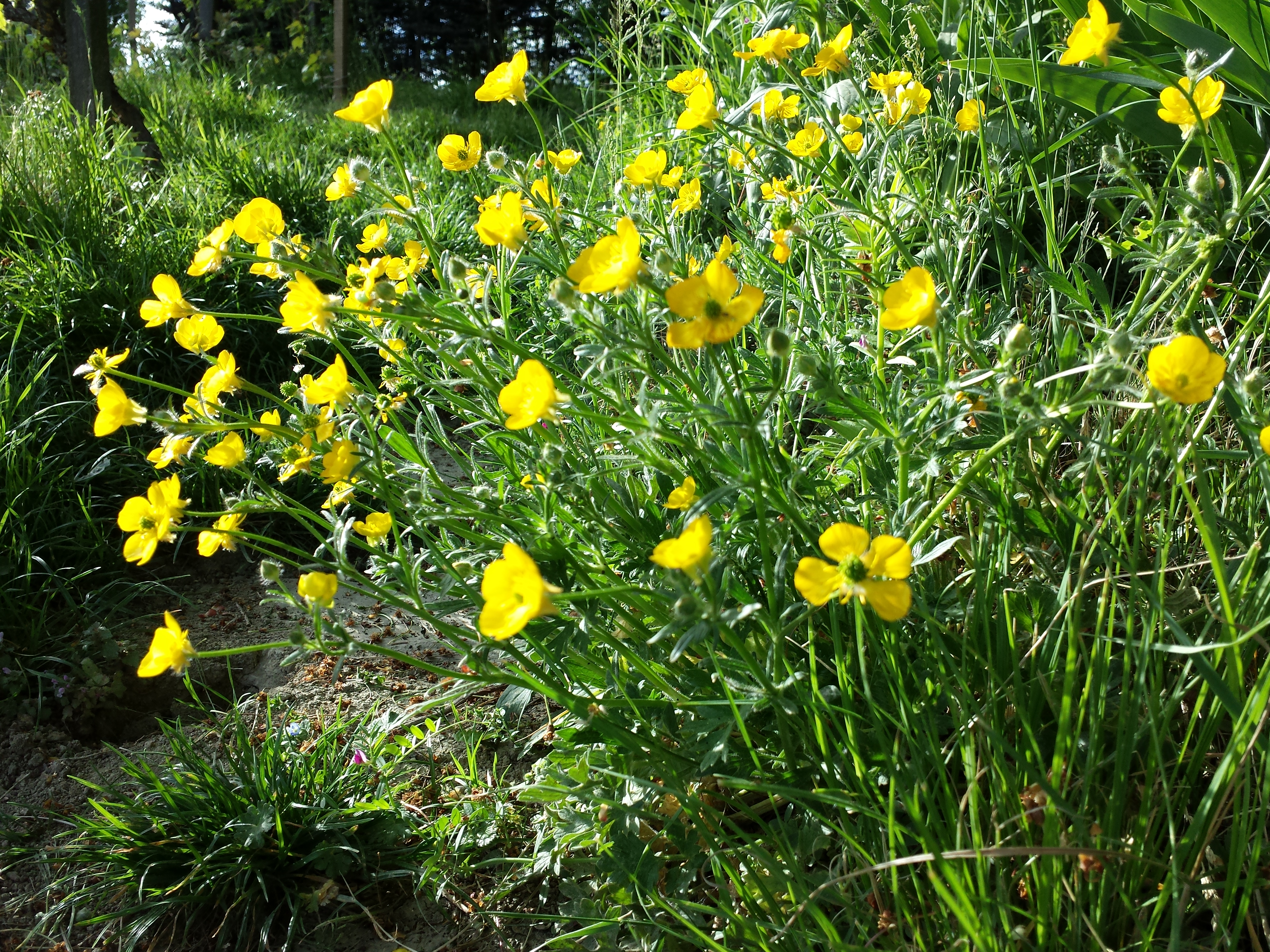
Лютик луковичный (Ranunculus bulbosus)
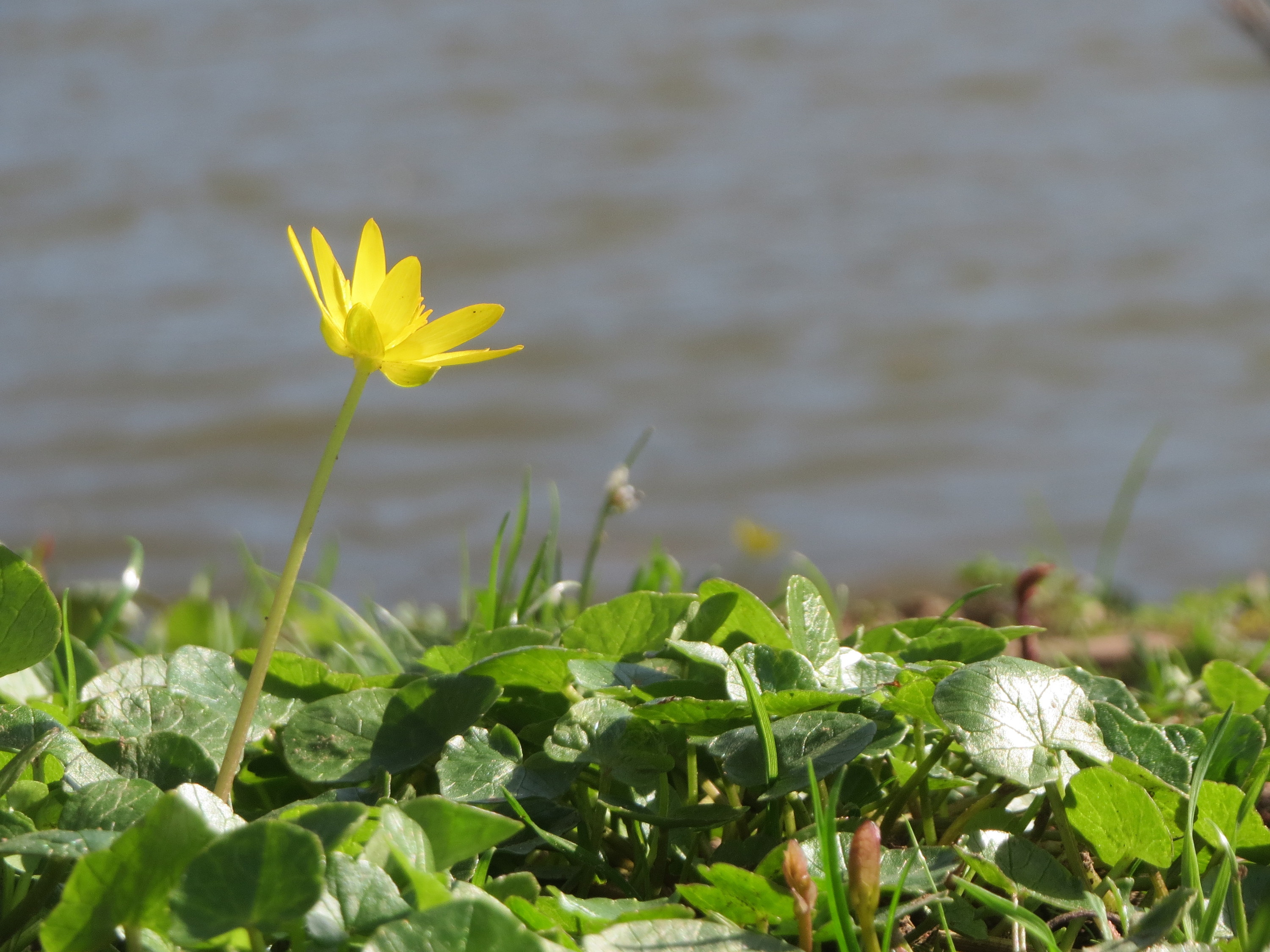
Чистяк весенний (Ficaria verna)
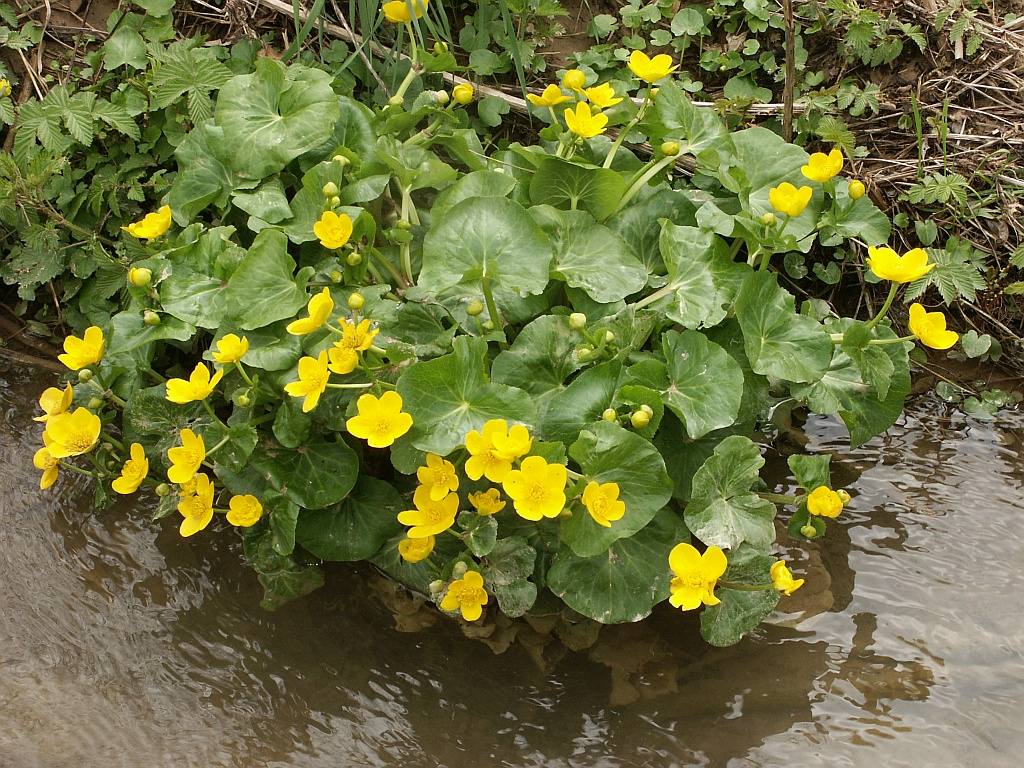
Калужница болотная (Caltha palustris)
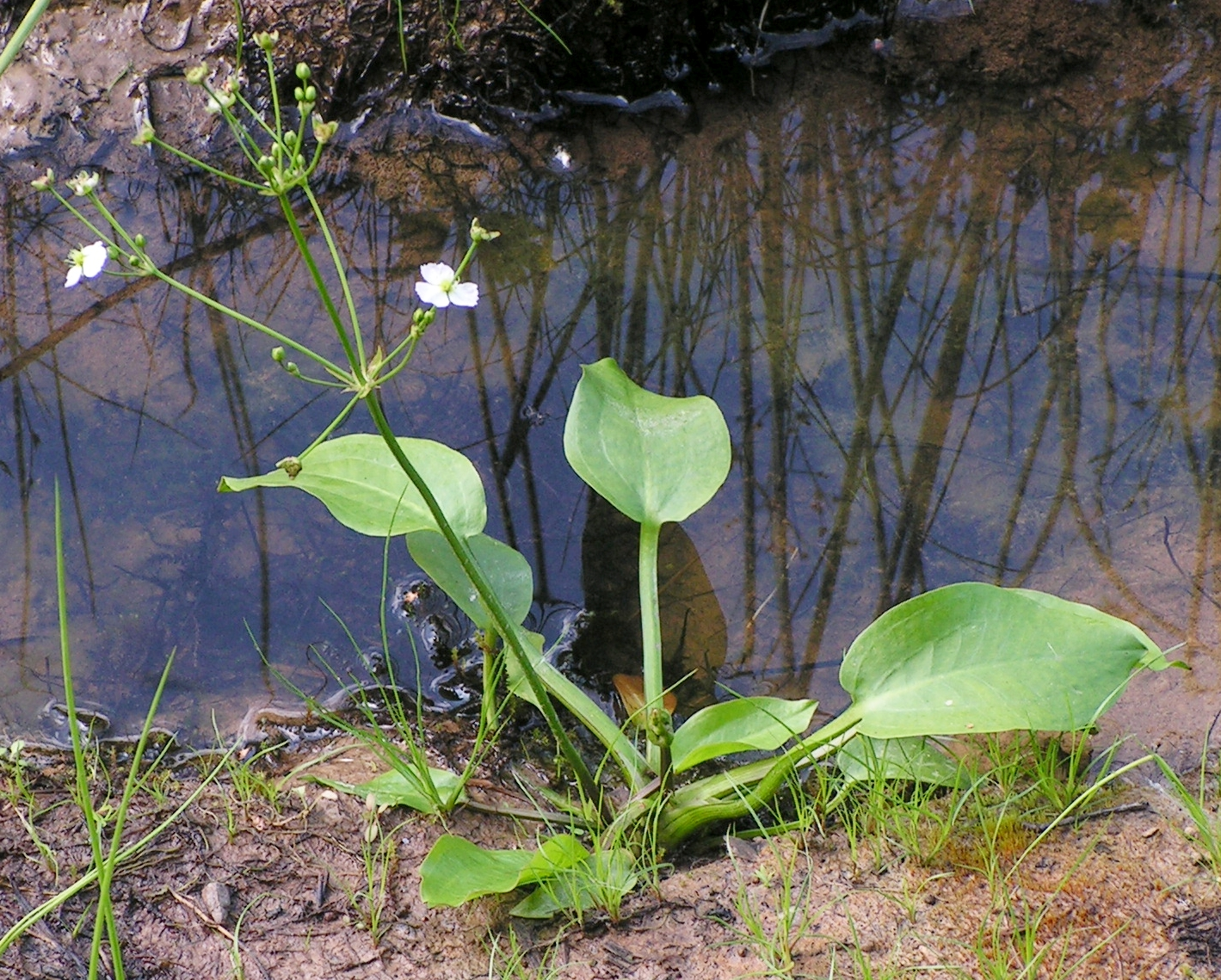
Частуха обыкновенная (Alisma plantago-aquatica)